# New England (album)
Albums de Wishbone Ash
Locked In
(1976) Classic Ash
(1977)
Singles
1. Outward Bound
Sortie : 5 novembre 1976

New England est le septième album studio du groupe de rock britannique Wishbone Ash. Il est sorti en octobre 1976 sur le label MCA Records.

## Historique
Après la désillusion de l'album précédent Locked In, les membres du groupe étaient d'accord de ne plus dépenser une fortune en studios pour un résultat qui ne leur convenait pas. Durant l'été 1976, les musiciens se réunirent dans la maison de Martin Turner dans le Connecticut, ce dernier avait installé un petit studio de répétition dans son sous-sol.
Les chansons prêtes, un studio d'enregistrement mobile fut installé à côté de la maison et raccordé aux sous-sol. Toutes les musiques furent enregistrées pendant les deux premières semaines de septembre grâce à ce procédé. Le groupe se rendit ensuite à Miami dans les studios Criteria où fut enregistré le chant et où se déroula le mixage de l'album. La production fut assurée par deux frères Ron et Howard Albert qui possédaient leur compagnie de production appelé "Fat Albert".
L'album se classa à la 22e place des charts britanniques et à la 154e place du Billboard 200 aux États-Unis.

## Liste des titres
- Tous les titres sont signés par Andy Powell, Martin Turner, Steve Upton et Laurie Wisefield sauf indication.

Face 1
1. Mother of Pearl - 4:28
2. (In All of My Dreams) You Rescue Me - 6:14
3. Runaway - 3:17
4. Lorelei - 5:27

Face 2
1. Outward Bound - 4:50
2. Prelude - 1:15
3. What You Know Love - 5:47
4. Lonely Island - 4:28
5. Candlelight (Powell, Turner, Upton, Wisefield, Ted Turner) - 1:49

## Musiciens
- Martin Turner: basse, chant principal
- Andy Powell: guitare électrique et acoustique, mandoline, chœurs
- Steve Upton: batterie
- Laurie Wisefield: guitare électrique et slide, chœurs

avec
- Nelson "Flaco" Pedron: percussions

## Charts
| Pays                          | Durée du classement | Meilleur classement | Date             |
| ----------------------------- | ------------------- | ------------------- | ---------------- |
| Allemagne (GfK Entertainment) | 3 semaines          | 35e                 | 1er janvier 1977 |
| États-Unis (Billboard 200)    | 9 semaines          | 154e                | 22 novembre 1977 |
| Royaume-Uni (UK Albums Chart) | 3 semaines          | 22e                 | 21 novembre 1976 |